# ولي أباد (فسا)
ولي أباد (بالفارسية: ولی‌آباد) هي قرية تقع في Jangal Rural District في إيران. يقدر عدد سكانها بـ 31 نسمة.